# Pomponius Ianuarianus
Pomponius Ianuarianus est un homme politique de l’Empire romain, actif à la fin du IIIe siècle.

## Biographie
Il est Préfet d'Égypte de 282 à 284 sous l'empereur Numérien ; il est désigné pour le Sénat entre 284 et 289, et occupe le poste de préfet du prétoire durant cette même période.
Il est nommé consul en 288 avec comme collègue l'empereur Maximien ; soit pendant ce mandat, soit après avoir été remplacé par un consul suffect, il est nommé préfet de Rome, poste qu'il occupe du 27 février 288 jusqu'en 289.